# 陈仰之
陈仰之（1913年—1993年），曾用名陈自忠，浙江嘉兴人，曾任中国全国工业协会秘书、青岛市民政局局长、青岛市政协副主席、民盟中央候补委员，民盟青岛市委副主委、名誉主委。

## 生平
陈仰之1930年初中毕业后进入天津扶轮中学，1931年九一八事变后参加天津学联组织的学生请愿团，赴南京请愿，回校后被迫退学。同年进入中国大学附属中学，继续参加学生抗日组织，再次被学校勒令退学。1933年进入青岛山东大学学习机械工程。1935年华北事变后，被选为山东大学学生救国会执委，参与抗日救国宣传及被捕学生营救斗争。
1937年从山东大学毕业后，历任上海战地服务团团员、洛阳第一战区政治部第三组上尉组员、重庆国民政府后方勤务部政治部上尉科员及代理少校科员、第二十一兵工厂技工学校实习工厂技工部导师、四川宜宾资源委员会中央机器厂分厂副工程师、贵州普安私营大华第五炼油厂副厂长、中国全国工业协会秘书。1939年，陈仰之经杜冰坡介绍在重庆结识了章伯钧，1944年11月经章伯钧介绍加入中国民主同盟，任民盟中央直属小组组长。
1946年，陈仰之到青岛任中国全国工业协会青岛分会总干事，兼青岛私立高级工业学校副校长，同时受民盟中央指示参与筹建青岛地方组织。1947年5月，民盟员陈仰之等5人在青岛崂山北九水鱼鳞峡观瀑亭秘密成立干部会，陈仰之被推举为干部会主任，是为民盟在山东建立的第一个组织。同年10月，南京国民政府宣布民盟为“非法团体”，民盟组织活动转入地下。陈仰之曾利用其在工业界的人脉参与青岛解放前夕的护厂工作。
1949年6月青岛解放后，陈仰之任民盟青岛支部临时工作委员会主任委员、1953年5月，民盟青岛第一次盟员大会召开，陈仰之当选副主任委员。1949年12月至1958年陈仰之当选为民盟第一、二届候补中央委员。1949年11月任青岛市工商联筹委会秘书长。1950年9月至1958年6月任青岛市人民政府委员。1951年1月至1959年9月任青岛市民政局局长。1951年11月任青岛市政法委员会副主任（1954年8月免）。此外还曾于1949年起当选青岛市第一、二、三、四、五届各界人民代表会议代表、大会主席团成员，1954年以后当选青岛市第一、二届人民代表大会代表，1955年5月当选第一届青岛市政协副主席，1955年1月当选为第一届山东省政协委员，1956年1月作为青岛市2名代表之一列席中国人民政治协商会议第二届全国委员会第二次全体会议，1959年5月至1978年7月连续当选为第二、三、四届青岛市政协委员。1957年被错划为“右派分子”（后平反）。
1978年民盟恢复工作后，陈仰之于1980年11月当选民盟青岛市第五届委员会常务委员，1984年3月当选民盟青岛市第六届委员会副主任委员，1988年6月当选民盟青岛市第七届委员会委员兼顾问，1987年1月当选民盟第五届候补中央委员，1988年10月当选民盟第六届中央参议委员会委员。1990年11月离休。1992年5月在民盟青岛市第八届委员会上被推选为民盟青岛市委名誉主委。1993年逝世。